# شهدطوطیک پهلوسرخ
شهدطوطیک پهلوسرخ (نام علمی: Hypocharmosyna placentis) گونه‌ای از طوطی از خانواده طوطیان سبز است و در ملوکاس، گینه نو و مجمع الجزایر بیسمارک یافت می‌شود. زیستگاه‌های طبیعی آن جنگل‌های دشت نمناک نیمه‌گرمسیری یا گرمسیری و جنگل‌های حرای نیمه‌گرمسیری یا گرمسیری است. تنها نرهای بالغ دارای پرهای قرمز روی سر و پهلوها هستند.